# Авангард (стадион, Припять)
«Авангард» (укр. «Авангард») — заброшенный стадион в покинутом украинском городе Припять Киевской области. Его планировалось использовать в качестве городского стадиона и домашней арены местного ФК «Строитель» (укр. Будівельник). Открытие было запланировано на майские праздники 1986 года, однако в результате аварии на Чернобыльской АЭС население города-спутника АЭС было эвакуировано, а спортивная арена так и не была открыта; сейчас, заброшенная, она постепенно разрушается. Спортивный комплекс является популярным местом среди сталкеров и туристов, посещающих Зону отчуждения Чернобыльской АЭС.

## История
Стадион планировалось использовать в качестве городского стадиона и домашней арены ФК «Строитель», созданного в 1970-е годы. Он представлял атомоград Припять Киевской области. Город расположен на берегу реки Припять в 3 км от Чернобыльской АЭС, на севере Украины, неподалёку от границы с Белоруссией. Населённый пункт был основан в феврале 1970 года, а основанием к его возведению послужило строительство и последующая эксплуатация одной из самых крупных в Европе атомных электростанций — Чернобыльской. В молодом индустриальном городе значительное внимание уделялось культурному досугу и спортивно-массовой работе населения. Так, в книге-фотоальбоме «Припять», изданной в 1986 году, отмечалось: 
В городе каждый третий занимается спортом. Спортивные команды по многоборью ГТО, плаванью, классической борьбе, футболу, волейболу — участницы областных, республиканских и всесоюзных соревнований. Традиционными стали в Припяти «Старты надежд», соревнования спортивных семей, «Весёлые старты», «Дни оздоровительной ходьбы и бега». Полесский атомоград растёт на глазах.
Команда «Строитель» участвовала в региональных турнирах, а также в чемпионате и Кубке Киевской области, соревнованиях среди местных любительских команд. Трижды подряд команда становилась чемпионом Киевской области (сезоны 1981, 1982, 1983), а также дошла до финала Кубка Киевской области (1979). В 1985 году команда заняла второе место в третьей зоне Чемпионата УССР по футболу среди КФК, многие из футболистов работали на АЭС.   
Строительство стадиона было завершено в 1986 году, а торжественное его открытие было запланировано на 1 мая того же года. 26 апреля в Припяти должен был состояться матч за право выхода в финал Кубка области, в котором должны были встретиться команды «Будивельник» и «Машиностроитель» из Бородянки. 9 мая 1986 года хозяева должны были сыграть против «Шахтёра» из Александрии. Последняя встреча должна была быть проведена в рамках чемпионата УССР среди коллективов физической культуры. В результате аварии на Чернобыльской АЭС, произошедшей 26 апреля 1986 года, население Припяти было эвакуировано, а спортивная арена так и не была открыта. Стадион де-факто был закрыт 26 апреля 1986 года, не будучи открытым, так как на нём официально не было проведено ни одного матча или культурного мероприятия. После чернобыльской катастрофы клуб прекратил участие в соревнованиях, но в следующем году был возрождён. Он стал базироваться в городе Вышгород Киевской области, и в сезоне 1987 года команда заняла третье место в четвертой зоне первенства. Однако сезон 1988 года стал последним в истории «Строителя»: команда заняла восьмое место в чемпионате среди КФК, после чего было принято решение о её роспуске. Отменённый матч 26 апреля 1986 года команды «Строитель» против «Машиностроителя» был проведён через 30 лет. Он состоялся в 2016-м в Бородянке с участием ветеранов и завершился вничью со счётом 2:2. 

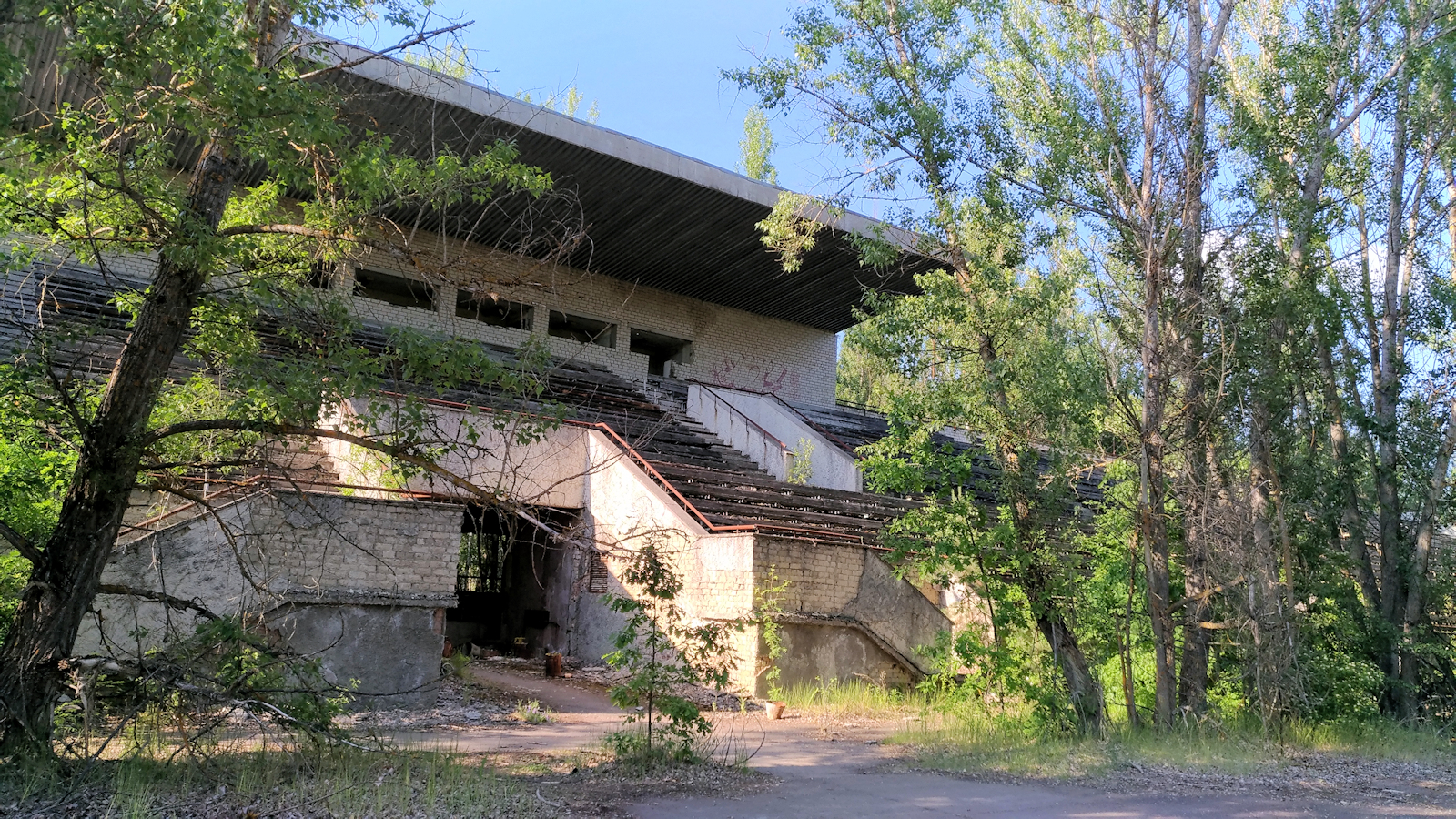
Стадион «Авангард» в 2019 году

Стадион имеет одну главную трибуну, рассчитанную на 5000 зрителей, и беговые дорожки, расположенные вокруг футбольного поля. После аварии на ЧАЭС он некоторое время использовался в качестве вертолётной площадки для авиатехники, принимавшей участие в ликвидации последствий техногенной катастрофы. Позже здесь находилась метеорологическая станция, размещалось оборудование для исследования и контроля за радиоактивным загрязнением города. 
После эвакуации населения спортивное сооружение было заброшено: на поле и беговых дорожках выросли деревья, а конструкции трибун постепенно разрушаются. Футболист Валентин Литвин, игравший за «Строитель» в 1980-е годы, описывал свои впечатления от стадиона следующим образом: «Ну представьте: трибуны стоят, на поле — лес. Поймите, аварию, последствия сложно переварить до сих пор. Это как настоящая война, только не стреляли…» Арена является популярным местом среди сталкеров и туристов, посещающих Зону отчуждения Чернобыльской АЭС.

## В массовой культуре
Кадры со спортивным сооружением входят в видеоряд художественного кинофильма Михаила Беликова «Распад», в котором имеется эпизод с полётом вертолёта над Припятью. Съёмки фильма проходили в 1989—1990 годах, и показанные кадры стадиона максимально соответствуют его доаварийному состоянию.
Стадион «Авангард» является частью игровой локации города Припяти в компьютерной игре S.T.A.L.K.E.R.: Тень Чернобыля, однако создатели игры несколько исказили его внешний вид — в самой игре стадион представлен только двумя трибунами по обе стороны от футбольного поля.